# Enertrag
Enertrag AG est un groupe industriel allemand familial, spécialisé dans la production d'électricité, uniquement à partir de sources renouvelables. Son siège social est basé à Dauerthal (lieu-dit) dans la commune de Schenkenberg - Uckermark, dans le Brandebourg, non loin de Berlin. Le groupe pilote, qui gère plus de 520 installations éoliennes produisant environ (2013) 2 milliards de kWh d'électricité par an, soit l'équivalent des besoins électriques d'environ un million de personnes. 
Depuis 2010, le groupe expérimente aussi la production d'hydrogène à partir de sources renouvelables.
Avec environ 440 collaborateurs, le groupe gère le développement de projets et exploite des parcs éoliens dans plusieurs pays européens. 

Le chiffre d'affaires d'ENERTRAG s'élève à environ 250 millions d'euros, dont une partie réalisée outre-frontières, et notamment en France avec des permis obtenus pour 400 MW de parcs éoliens, dont 170 MW déjà en exploitation mi- 2012. Le groupe adhère au Syndicat des énergies renouvelables et à France Énergie Éolienne.

## Développement, Construction et Exploitation
Avec plus de plus 520 éoliennes actives en Allemagne et en France en 2013, ENERTRAG est devenu l'un des plus gros producteurs énergétiques européens. 

Il développe, finance, construit et exploite dans plusieurs pays des parcs éoliens. Il expérimente aussi une production d'hydrogène d'origine éolienne (en Allemagne). 

Le groupe est également prestataire de services et de certaines solutions techniques, mais aussi financières pour l'investissement citoyen

Enertrag propose aussi une gamme de services d'exploitation et de maintenance ; Il dispose notamment d'un système de gestion à distance  d'unités de production (1300 éoliennes et installations en 2012) dispersées dans plusieurs pays. Ce système (« PowerSystem ») de monitoring et gestion à distance est installé dans son centre de conduite européen à Dauerthal (siège social). Il coordonne le travail d'équipes assurant l'entretien et les services courant d'environ 1 400 installations éoliennes (en 2013). C'est là que sont par exemple gérées et surveillées 24h sur 24h 124 éoliennes de la société E.on depuis le 1er juillet 2012.
| Nom de parc éolien            | Nombre d'éoliennes | Mise en service | Puissance nominale | Production | site internet                                |
| ----------------------------- | ------------------ | --------------- | ------------------ | ---------- | -------------------------------------------- |
| Bougainville                  | 6                  | 2005            | 12 MW              | 24GWh      | www.parc-eolien-bougainville-fresnoyauval.fr |
| Brie Champenoise              | 10                 | 2015            | 20 MW              | 40GWh      |                                              |
| Caix                          | 6                  | 2013            | 12MW               | 32,9GWh    |                                              |
| Campremy                      | 5                  | 2011            | 11,5MW             | 26,8GWh    |                                              |
| Chaourse                      | 8                  | 2015            | 16MW               | 40GWh      |                                              |
| Chemin Blanc                  | 6                  | 2011            | 12MW               | 26,4GWh    |                                              |
| Chemin de Tuleras             | 6                  | 2006            | 12MW               | 24GWh      |                                              |
| Croisette                     | 4                  | 2013            | 12MW               | 31GWh      |                                              |
| Demi Lieu                     | 6                  | 2011            | 12MW               | 26,4GWh    |                                              |
| Fresnoy-au-Val - Bougainville | 5                  | 2013            | 10MW               | 20,5GWh    |                                              |
| La Motte                      | 4                  | 2010            | 9,20MW             |            |                                              |
| Merdelou - Fontanelles        | 12                 | 2002            | 15,6MW             | 45,2GWh    |                                              |
| Oresmaux                      | 6                  | 2008            | 12MW               | 83,5GWh    |                                              |
| Remigny - Ly-Fontaine         | 8                  | 2014            | 18,4MW             | 50GWh      |                                              |
| Renneville                    | 9                  | 2014            | 18,5MW             | 44,4GWh    |                                              |
| Roinville                     | 4                  | 2006            | 8MW                | 16GWh      |                                              |
| Saint-André Farivillers       | 5                  | 2008            | 11,5MW             | 27,5GWh    |                                              |
| Ternois Est                   | 5                  | 2011            | 11,5MW             | 27,5GWh    |                                              |
| Ternois Nord                  | 4                  | 2012            | 9,20MW             | 21,7GWh    |                                              |
| Ternois Sud                   | 6                  | 2011            | 13,8MW             | 32,5GWh    |                                              |

## Première Centrale hybride d'Europe disposant d'une production-tampon d'hydrogène
.

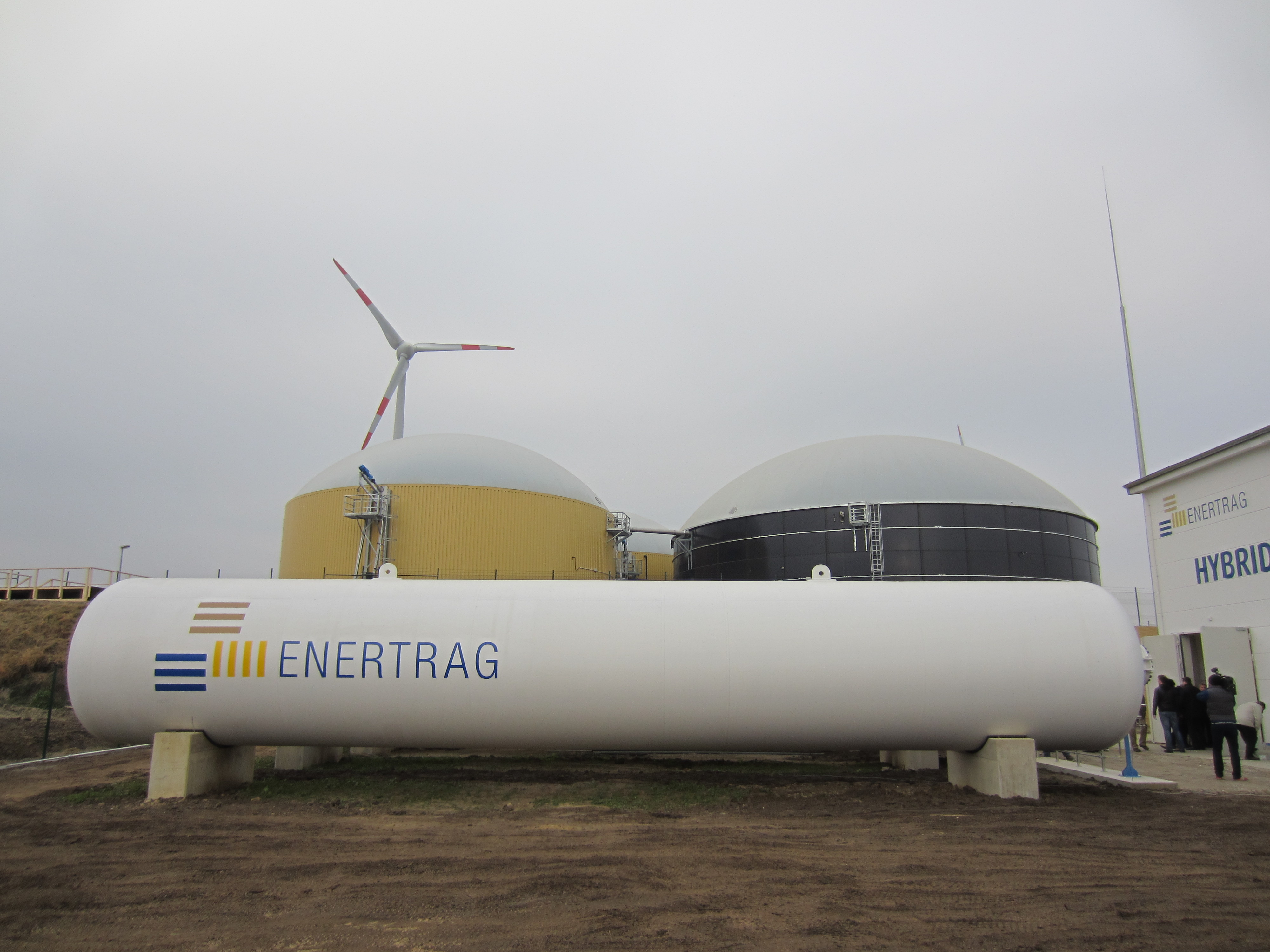
Réservoir d'hydrogène (1er plan) et cuves de stockage de biogaz (second plan).
L'unité de production de Prenzlau produit de l'hydrogène en électrolysant de l'eau avec l'électricité excédentaire produit par les éoliennes, quand le réseau ne peut pas l'absorber. Ce stockage tampon permet aussi de compenser l'intermittence du vent. Une partie de l'hydrogène alimente le réseau allemand des stations-service à hydrogène

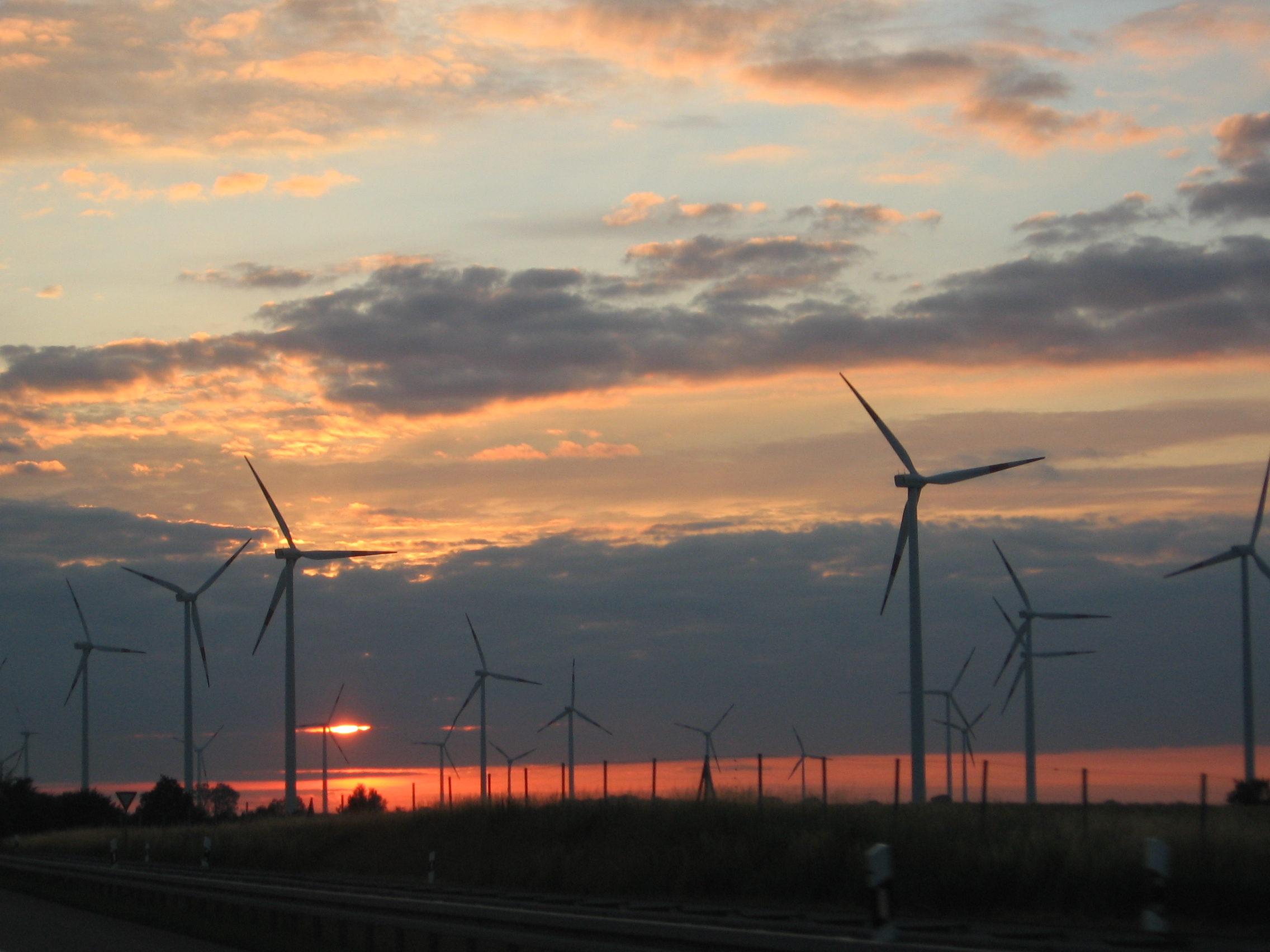
Ferme éolienne d'Uckermark-Prenzlau, dont provient l'électricité utilisé pour produire de l'hydrogène (illustration ci-dessus)

Le projet « hybridkraftwerk »  a été lancé en 2009. Il s'agissait de construire la première centrale hybride dans le monde associant éolien, biogaz et hydrogène. Le 21 avril 2009, la chancelière allemande Angela Merkel en a posé la première pierre de l'installation. L'inauguration a lieu en octobre 2011.
Le projet, réalisé en association avec Total Allemagne, reçoit le prix Franco-Allemand de l'Économie 2011 dans la catégorie Coopération Industrielle, décerné par la chambre de commerce franco-allemande. Un premier camion citerne rempli d'hydrogène est envoyé à Berlin le 18 avril 2012. Le pilote a consisté en un groupe de trois éoliennes associées à un électrolyseur alcalin. L'hydrogène et l'oxygène produits sont alors compressés à 4 bar pour être stockés localement et utilisés dans un moteur (ex : voiture à hydrogène, après avoir été transporté par citernes une fois comprimé à 200 bar) ou mélangé à du biogaz alimentant une centrale de cogénération fournissant d'une part de l'électricité et d'autre part de la chaleur distribuée via un réseau de chaleur,. En 2012, la centrale à cogénération n'est pas encore mise en place.
La Centrale hybride d’Uckermark-Enertrag, la première de ce type en Europe, a été construite à Prenzlau, dans le Land de Brandebourg (Investissement : 21 millions d'euros). 

Inaugurée le 21 avril 2009, elle alimente depuis 2010 une ligne à haute tension avec une électricité produite à partir de biogaz et d'énergie éolienne. Elle a la particularité de transformer les excédents de production électrique du champ éolien proche d'Uckermark-Prenzlau en hydrogène (par électrolyse d'eau), et de le stocker, de manière à pouvoir le vendre ou l'introduire dans le gaz de la centrale à biogaz, afin de le convertir en chaleur et électricité dans les périodes sans vent. 

Il s'agit avec cette première européenne de démontrer la faisabilité d'une compensation du caractère intermittent de l’énergie éolienne. Ce mélange d'énergies renouvelables associé à une production-tampon d'hydrogène est l'une des solutions proposées par Jeremy Rifkin dans son projet de « troisième révolution industrielle ».
Un accord de coopération (du 11 juin 2012), lie Enertag, Linde AG et Total GmbH, il est relatif à « l'installation, l'expérimentation et au développement d'un module de production d'hydrogène issu de l'éolien sur le site de l'aéroport de Berlin-Schönefeld » ;  la Centrale hybride alimentera une station-service fournissant de l'hydrogène, testera des procédés de stockage utiles aux industries de l'énergie électrique, des transports et thermique. Cet important partenariat conforte Enertrag dans sa position de leader dans le domaine de l'hydrogène-éolien.

### Filiale Enertrag-France
Enertrag-France est l'une des filiales européennes du groupe familial allemand. 

Elle a été créée en 2002. Son siège social est à Cergy Pontoise. 

L'entreprise réunit en 2012 35 employés et est spécialisée sur la thématique éolienne.

En 2012, elle disposait de :
- 15 parcs éoliens terrestres (soit 86 éoliennes) pour une puissance de 172 MW en service.
- En 2008, l'entreprise a reçu un permis de construire[réf. à confirmer] pour le premier parc éolien marin de France (parc éolien de la Côte d'Albâtre qui réunira 21 éoliennes, pour une production de 105 MW)[10].
- Enertrag a signé en novembre 2012 un protocole d'intention pour la création et mise en service en 2014 d'un parc photovoltaïque sur l'ancien aérodrome militaire de Niergnies-Séranvillers-Forenville au sud de Cambrai, en partenariat avec la Communauté d'agglomération de Cambrai dans le cadre de la reconversion du site (100 ha environ) 34 000 MWh/ar an, soit de quoi répondre aux besoins de 16 000 personnes ou 28 % de la population de la communauté d'agglomération[11],[3].

### Autres filiales européennes
- Enertrag-Grande-Bretagne, Créée en 2001 à Dunfermline, avec ENERTRAG-Scotland créée en 2009 à Lerwick avec 12 employés. Le groupe est actif dans le domaine de l'éolien terrestre via notamment le parc de North Pickenham (8 éoliennes en 2012, situées sur un ancien aérodrome produisant en 2012 et depuis novembre 2006 44 GWh/an électriques, soit le besoin électrique de 9300 foyers. 8 autres parcs éoliens étaient en développement en 2012[10].
- Enertrag-Pologne, créé en 2000 à Szczecin, avec 11 employés œuvrant dans le domaine éolien, des réseaux et de la biomasse[10].
- Enertrag-Bulgarie, basé à Sofia, qui travaille à un projet de parc éolien de 200 MW qui pourrait voir le jour en 2013[10].
- Enertrag-Bélarus, qui applique un  contrat d'investissement qui pourrait atteindre 360 millions € (l'investissement le plus lourd du groupe hors-Allemagne) visant à installer un parc de près de 80 éoliennes près de Minsk, pour produire 160 MW environ, avant fin 2014. Les études environnementales (visant à limiter les impacts sur les migrations d'oiseaux) ont commencé en août 2010, le mât de mesure éolien a été installé en 2011, et une tranche de 30 éoliennes était prévue pour la mi 2012)[10].

## Recherche
Outre la recherche sur le monitoring des parcs éolien et la « production hybride », le groupe travaille à l'instrumentation des réseaux électriques pour préparer les smart grids et autres réseaux intelligents (via le « programme IPES » de RTE en France), expérimente de nouveaux systèmes de balisage lumineux (obligatoire) associant la sécurité (sécurité aérienne et un meilleur confort visuel des riverains.

« ENERTRAG Techniques Systèmes » a également conçu un nouveau système de balisage intelligent « AIRSPEX » basé sur des capteurs de radar pour lesquels un contrat-fournisseur est proposé (sous réserve du Ministère des Transports allemand) avec Cassidian (branche Défense et Sécurité d'EADS).

## Quelques chiffres clés (2015)
- 26 ans d'expérience éolien.
- 570 éoliennes développées et installées - 1 000 MW.
- 1600 éoliennes en exploitation.
- 800 km de réseau haute et moyenne tension.
- 1,65 milliard d'euros d'investissements.
- 2,3 milliards de kWh produits annuellement.
- 250 millions d'euros de CA annuels.
- 500 collaborateurs à travers l'Europe.